# Liste der Naturschutzgebiete in Brandenburg
Diese sortierbare Liste enthält 477 Naturschutzgebiete in Brandenburg (Stand: März 2017).

## Gesamtliste
| Name                                                            | Bild                           | Kennung                                                                                         | WDPA      | Kreis / Stadt                                                                     | Anmerkungen | Standort | Hektar   | seit                   |
| --------------------------------------------------------------- | ------------------------------ | ----------------------------------------------------------------------------------------------- | --------- | --------------------------------------------------------------------------------- | --- | -------- | -------- | ---------------------- |
| Alte Elster und Rieke                                           |                                | 1340                                                                                            | 14432     | Landkreis Elbe-Elster                                                             | | Position | 175,64   | 26.03.1981, 01.07.2007 |
| Alte Röder bei Prieschka                                        | weitere Bilder                 | 1373                                                                                            | 162094    | Landkreis Elbe-Elster                                                             | | Position | 78,65    | 26.03.1981, 01.07.2007 |
| Alte Spreemündung                                               |                                | 1249                                                                                            | 14414     | Landkreis Oder-Spree                                                              | | Position | 108,06   | 16.05.1990             |
| Alteno-Radden                                                   |                                | 1302                                                                                            | 318096    | Landkreis Dahme-Spreewald, Landkreis Oberspreewald-Lausitz                        | | Position | 33,43    | 29.03.2003             |
| Arnimswalde                                                     | weitere Bilder                 | 1045                                                                                            | 64663     | Landkreis Uckermark                                                               | | Position | 1406,88  | 01.10.1990             |
| Ausstichgelände Röntgental                                      | weitere Bilder                 | 1108                                                                                            | 162301    | Landkreis Barnim                                                                  | | Position | 24,84    | 16.05.1990             |
| Bagower Bruch                                                   | weitere Bilder                 | 1516                                                                                            | 162328    | Landkreis Potsdam-Mittelmark                                                      | | Position | 98,49    | 13.02.1998             |
| Bäketal                                                         | weitere Bilder                 | 1139                                                                                            | 162332    | Landkreis Potsdam-Mittelmark                                                      | | Position | 12,66    | 10.10.1995             |
| Bärenbusch                                                      |                                | 1395                                                                                            | 318163    | Landkreis Ostprignitz-Ruppin                                                      | | Position | 375,01   | 30.10.2001             |
| Bärluch                                                         |                                | 1584                                                                                            | 318165    | Landkreis Teltow-Fläming                                                          | | Position | 160,33   | 30.09.2000             |
| Barssee                                                         |                                | 1579                                                                                            | 318684    | Landkreis Teltow-Fläming                                                          | | Position | 13,8     | 10.12.2002             |
| Beerenbusch                                                     | weitere Bilder                 | 1178                                                                                            | 162357    | Landkreis Oder-Spree                                                              | | Position | 66,98    | 19.10.1967             |
| Beesenberg                                                      |                                | 1595                                                                                            | 329272    | Landkreis Uckermark                                                               | | Position | 87,07    | 09.10.2004             |
| Belziger Landschaftswiesen                                      | weitere Bilder                 | 1137                                                                                            | 344575    | Landkreis Potsdam-Mittelmark                                                      | | Position | 4427,92  | 15.06.2005             |
| Bergbaufolgelandschaft Grünhaus                                 | weitere Bilder                 | 1596                                                                                            | 378057    | Landkreis Elbe-Elster, Landkreis Oberspreewald-Lausitz                            | | Position | 1780,78  | 28.11.2006             |
| Bergen-Weißacker Moor                                           | weitere Bilder                 | 1319                                                                                            | 318185    | Landkreis Dahme-Spreewald                                                         | | Position | 115,47   | 26.03.1981, 01.07.2007 |
| Bergsoll                                                        |                                | 1627                                                                                            | 555546324 | Landkreis Prignitz                                                                | | Position | 8,47     | 13.01.2011             |
| Biebersdorfer Wiesen                                            |                                | 1272                                                                                            | 318194    | Landkreis Dahme-Spreewald                                                         | | Position | 16,5     | 01.10.1990             |
| Trockenrasen Wriezen und Biesdorfer Kehlen                      | weitere Bilder                 | 1094                                                                                            | 162410    | Landkreis Märkisch-Oderland                                                       | | Position | 64,79    | 16.05.1990             |
| Biesenthaler Becken                                             | weitere Bilder                 | 1089                                                                                            | 162411    | Landkreis Barnim                                                                  | | Position | 957,81   | 11.11.1999             |
| Binnendüne Waltersberge                                         | weitere Bilder                 | 1203                                                                                            | 162421    | Landkreis Oder-Spree                                                              | | Position | 13,66    | 16.05.1990             |
| Biotopverbund Spreeaue                                          | weitere Bilder                 | 1304                                                                                            | 318200    | Stadt Cottbus, Landkreis Spree-Neiße                                              | | Position | 633,9    | 25.06.2003             |
| Biotopverbund Welsengraben                                      | weitere Bilder                 | 1169                                                                                            | 329287    | Landkreis Oberhavel                                                               | | Position | 289,14   | 16.06.2004             |
| Birkenwald                                                      |                                | 1293                                                                                            | 162432    | Landkreis Dahme-Spreewald                                                         | | Position | 64,97    | 01.10.1990             |
| Blumberger Wald                                                 |                                | 1015                                                                                            | 162464    | Landkreis Uckermark                                                               | | Position | 310,07   | 16.05.1990             |
| Blumenthal                                                      | weitere Bilder                 | 1102                                                                                            | 162467    | Landkreis Märkisch-Oderland                                                       | | Position | 135,29   | 01.05.1984             |
| Boitzenburger Tiergarten und Strom                              | weitere Bilder                 | Verordnung über das Naturschutzgebiet „Boitzenburger Tiergarten und Strom“ vom 18. Oktober 2017 | 555690839 | Landkreis Uckermark                                                               | | Position | 1215     | 18.10.2017             |
| Bollwiesen/Großer Gollinsee                                     |                                | 1057                                                                                            | 162490    | Landkreis Uckermark                                                               | | Position | 907,47   | 01.10.1990             |
| Booßener Teichgebiet                                            |                                | 1602                                                                                            | 389578    | Landkreis Märkisch-Oderland, Stadt Frankfurt (Oder)                               | | Position | 103,92   | 21.03.2000             |
| Borcheltsbusch und Brandkieten                                  |                                | 1307                                                                                            | 14429     | Landkreis Dahme-Spreewald                                                         | | Position | 141,74   | 26.03.1981             |
| Börnichen                                                       |                                | 1271                                                                                            | 162506    | Landkreis Dahme-Spreewald                                                         | | Position | 21,59    | 01.10.1990             |
| Brasinski-Luch                                                  |                                | 1234                                                                                            | 162537    | Landkreis Dahme-Spreewald                                                         | | Position | 12,41    | 01.10.1990             |
| Bredower Forst                                                  |                                | 1126                                                                                            | 14398     | Landkreis Havelland                                                               | | Position | 250,87   | 26.06.1978             |
| Breitefenn                                                      | weitere Bilder                 | 1072                                                                                            | 9339      | Landkreis Barnim                                                                  | | Position | 28,99    | 01.10.1990             |
| Breitenteichische Mühle                                         |                                | 1049                                                                                            | 162553    | Landkreis Uckermark                                                               | | Position | 147,9    | 01.10.1990             |
| Briesener Luch                                                  |                                | 1277                                                                                            | 162562    | Landkreis Dahme-Spreewald                                                         | | Position | 46,55    | 24.06.1992             |
| Briesensee und Klingeberg                                       | weitere Bilder                 | 1245                                                                                            | 318240    | Landkreis Dahme-Spreewald                                                         | | Position | 79,19    | 01.07.2002             |
| Bruchwald Roßdunk                                               |                                | 1182                                                                                            | 162584    | Stadt Brandenburg an der Havel                                                    | | Position | 96,54    | 27.02.1996             |
| Brüsenwalde                                                     |                                | 1590                                                                                            | 389580    | Landkreis Uckermark                                                               | | Position | 1979,65  | 06.11.2009             |
| Buchheide (1)                                                   | weitere Bilder                 | 1035                                                                                            | 162617    | Landkreis Ostprignitz-Ruppin                                                      | | Position | 37,58    | 01.05.1961             |
| Buchheide (2)                                                   |                                | 1050                                                                                            | 162616    | Landkreis Uckermark                                                               | | Position | 566,38   | 01.10.1990             |
| Buchwald                                                        |                                | 1355                                                                                            | 162622    | Landkreis Elbe-Elster                                                             | | Position | 36,13    | 26.03.1981             |
| Buckower See und Luch                                           |                                | 1221                                                                                            | 318261    | Landkreis Havelland                                                               | | Position | 152,79   | 08.07.1998             |
| Buckowseerinne                                                  |                                | 1450                                                                                            | 329312    | Landkreis Barnim                                                                  | | Position | 507,15   | 16.06.2004             |
| Bückwitzer See und Rohrlacker Graben                            |                                | 1396                                                                                            | 318262    | Landkreis Ostprignitz-Ruppin                                                      | | Position | 157,27   | 30.10.2001             |
| Buhnenwerder-Wusterau                                           | weitere Bilder                 | 1478                                                                                            | 318263    | Stadt Brandenburg an der Havel                                                    | | Position | 191,86   | 12.03.2003             |
| Bukoitza                                                        | weitere Bilder                 | 1291                                                                                            | 162635    | Landkreis Dahme-Spreewald                                                         | | Position | 14,54    | 01.10.1990             |
| Bullenberger Bach/Klein Briesener Bach                          | weitere Bilder                 | 1586                                                                                            | 318265    | Landkreis Potsdam-Mittelmark                                                      | | Position | 296,74   | 24.05.2003             |
| Buschschleuse                                                   |                                | 1556                                                                                            | 318273    | Landkreis Oder-Spree                                                              | | Position | 1239,62  | 11.11.1999             |
| Byhleguhrer See                                                 | weitere Bilder                 | 1289                                                                                            | 162669    | Landkreis Dahme-Spreewald                                                         | | Position | 853,45   | 01.10.1990             |
| Calauer Schweiz                                                 |                                | 1487                                                                                            | 162670    | Landkreis Oberspreewald-Lausitz                                                   | | Position | 1406,54  | 16.01.1997             |
| Calpenzmoor                                                     |                                | 1287                                                                                            | 329317    | Landkreis Spree-Neiße                                                             | | Position | 134,25   | 25.06.2004             |
| Charlottenhöhe                                                  | weitere Bilder                 | 1003                                                                                            | 162675    | Landkreis Uckermark                                                               | | Position | 235,1    | 03.06.2003             |
| Dahmetal bei Briesen                                            |                                | 1257                                                                                            | 389581    | Landkreis Dahme-Spreewald                                                         | | Position | 423,45   | 31.07.2008             |
| Damerower Wald                                                  |                                | 1467                                                                                            | 162697    | Landkreis Uckermark                                                               | | Position | 37,87    | 30.06.1992             |
| Damerower Wald, Schlepkower Wald und Jagenbruch                 |                                | 1612                                                                                            | 555560664 | Landkreis Uckermark                                                               | | Position | 671,3    | 20.06.2013             |
| Dammer Moor                                                     |                                | 1263                                                                                            | 162699    | Landkreis Dahme-Spreewald                                                         | | Position | 171,04   | 16.05.1990             |
| Dammühlenfließniederung                                         |                                | 1452                                                                                            | 318279    | Landkreis Dahme-Spreewald, Landkreis Oder-Spree                                   | | Position | 79,13    | 29.10.1998             |
| Der Loben                                                       | weitere Bilder                 | 1369                                                                                            | 14427     | Landkreis Elbe-Elster, Landkreis Oberspreewald-Lausitz                            | | Position | 702,45   | 26.03.1981, 01.07.2007 |
| Der Weinberg bei Perleberg                                      |                                | 1379                                                                                            | 318287    | Landkreis Prignitz                                                                | | Position | 7,28     | 11.03.1971             |
| Döberitzer Heide                                                | weitere Bilder                 | 1401                                                                                            | 162766    | Landkreis Havelland, Stadt Potsdam                                                | | Position | 3414,53  | 17.12.1997             |
| Dolgensee                                                       |                                | 1207                                                                                            | 162769    | Landkreis Dahme-Spreewald                                                         | | Position | 308,45   | 28.06.1995, 26.08.2011 |
| Dolgensee-Ragollinsee                                           |                                | 1636                                                                                            | 555552560 | Landkreis Uckermark                                                               | | Position | 432,08   | 12.05.2012             |
| Dollgener Grund                                                 | weitere Bilder                 | 1270                                                                                            | 162774    | Landkreis Dahme-Spreewald                                                         | | Position | 71,61    | 24.06.1992             |
| Dömnitz                                                         |                                |                                                                                                 |           | Landkreis Prignitz                                                                | | Position | 160      | 26.03.2018             |
| Drehnaer Weinberg und Stiebsdorfer See                          | weitere Bilder                 | 1594                                                                                            | 329334    | Landkreis Elbe-Elster, Landkreis Dahme-Spreewald                                  | | Position | 154,47   | 11.09.2004             |
| Dubrow                                                          | weitere Bilder                 | 1218                                                                                            | 14400     | Landkreis Dahme-Spreewald                                                         | | Position | 212,52   | 01.05.1961             |
| Dürrenhofer Moor                                                | weitere Bilder                 | 1625                                                                                            | 555552558 | Landkreis Dahme-Spreewald                                                         | | Position | 14,03    | 23.06.2012             |
| Eh. Blankenfelder See                                           | weitere Bilder                 | 1191                                                                                            | 162861    | Landkreis Teltow-Fläming                                                          | | Position | 47,58    | 17.03.1986             |
| Eichwald und Buschmühle                                         | weitere Bilder                 | 1187                                                                                            | 162893    | Stadt Frankfurt (Oder)                                                            | | Position | 234,44   | 16.05.1990             |
| Eiskellerberge - Os bei Malchow                                 |                                | 1597                                                                                            | 329344    | Landkreis Uckermark                                                               | | Position | 5,16     | 25.06.2004             |
| Eldeichhinterland                                               |                                | 1388                                                                                            | 162909    | Landkreis Prignitz                                                                | | Position | 815,63   | 16.05.1990             |
| Elbdeichvorland                                                 |                                | 1383                                                                                            | 162910    | Landkreis Prignitz                                                                | | Position | 687,29   | 16.05.1990             |
| Ellerborn                                                       | weitere Bilder                 | 1295                                                                                            | 162923    | Landkreis Dahme-Spreewald                                                         | | Position | 57,49    | 01.10.1990             |
| Endmoränenlandschaft bei Ringenwalde                            |                                | 1052                                                                                            | 14378     | Landkreis Uckermark                                                               | | Position | 568,85   | 01.10.1990             |
| Erikasee bei Großkoschen                                        | weitere Bilder                 | 1571                                                                                            | 318357    | Landkreis Oberspreewald-Lausitz                                                   | | Position | 80,67    | 27.09.2003             |
| Erpetal                                                         | weitere Bilder                 | 1531                                                                                            | 318372    | Landkreis Märkisch-Oderland                                                       | | Position | 183,61   | 26.06.2003             |
| Espenluch und Stülper See                                       |                                | 1475                                                                                            | 329360    | Landkreis Teltow-Fläming                                                          | | Position | 72,8     | 16.06.2004             |
| Eulenberge                                                      | weitere Bilder                 | 1027                                                                                            | 64677     | Landkreis Uckermark                                                               | | Position | 1988,14  | 01.10.1990             |
| Euloer Bruch                                                    |                                | 1317                                                                                            | 163009    | Landkreis Spree-Neiße                                                             | | Position | 79,85    | 26.03.1981             |
| Falkenrehder Wublitz                                            |                                | 1504                                                                                            | 318381    | Landkreis Havelland                                                               | | Position | 97,62    | 05.06.2002             |
| Faltenbogen südlich Döbern                                      |                                | 1351                                                                                            | 163025    | Landkreis Spree-Neiße                                                             | | Position | 93,32    | 02.10.1992             |
| Fasanerie Bohsdorf                                              |                                | 1345                                                                                            | 163026    | Landkreis Spree-Neiße                                                             | | Position | 19,46    | 01.10.1992             |
| Faule Wiesen bei Bernau                                         | weitere Bilder                 | 1553                                                                                            | 318384    | Landkreis Barnim                                                                  | | Position | 37,93    | 01.06.2000             |
| Fauler See                                                      |                                | 1578                                                                                            | 318167    | Landkreis Teltow-Fläming                                                          | | Position | 14,72    | 10.12.2002             |
| Fauler See/Markendorfer Wald                                    |                                | 1526                                                                                            | 318386    | Stadt Frankfurt (Oder)                                                            | | Position | 171,09   | 04.04.2003             |
| Felchowseegebiet                                                |                                | 1055                                                                                            | 14407     | Landkreis Uckermark                                                               | | Position | 970,99   | 03.06.2003             |
| Ferbitzer Bruch                                                 |                                | 1141                                                                                            | 163045    | Landkreis Havelland, Stadt Potsdam                                                | | Position | 1156,36  | 12.10.1996             |
| Fettseemoor                                                     |                                | 1074                                                                                            | 163049    | Landkreis Barnim                                                                  | | Position | 14,68    | 01.10.1990             |
| Feuchtgebiet Schönberg-Blankenberg                              |                                | 1394                                                                                            | 318392    | Landkreis Ostprignitz-Ruppin                                                      | | Position | 215,77   | 30.10.2001             |
| Feuchtwiesen Atterwasch                                         |                                | 1279                                                                                            | 329372    | Landkreis Spree-Neiße                                                             | | Position | 192,96   | 09.10.2004             |
| Finowtal-Pregnitzfließ                                          | weitere Bilder                 | 1601                                                                                            | 378079    | Landkreis Barnim                                                                  | | Position | 1804,56  | 30.12.2006             |
| Fischteiche Blumberger Mühle                                    | weitere Bilder                 | 1058                                                                                            | 163108    | Landkreis Uckermark                                                               | | Position | 320,31   | 01.10.1990             |
| Flämingbuchen                                                   |                                | 1261                                                                                            | 163111    | Landkreis Potsdam-Mittelmark                                                      | | Position | 60,47    | 19.10.1972             |
| Fledermausquartier Brauereikeller Frankfurt (Oder)              |                                | 1583                                                                                            | 378081    | Stadt Frankfurt (Oder)                                                            | | Position | 1,34     | 26.01.2006             |
| Flutgrabenaue Waltersdorf                                       | weitere Bilder                 | 1180                                                                                            | 318405    | Landkreis Dahme-Spreewald                                                         | | Position | 287,98   | 03.04.1998             |
| Forst Zinna-Jüterbog-Keilberg                                   | weitere Bilder                 | 1536                                                                                            | 318408    | Landkreis Potsdam-Mittelmark, Landkreis Teltow-Fläming                            | | Position | 7193,18  | 30.12.1999             |
| Forsthaus Prösa                                                 | weitere Bilder                 | 1368                                                                                            | 163133    | Landkreis Elbe-Elster                                                             | | Position | 3788,79  | 21.05.1996             |
| Fredersdorfer Mühlenfließ, Langes Luch und Breites Luch         | weitere Bilder                 | 1530                                                                                            | 344585    | Landkreis Märkisch-Oderland                                                       | | Position | 840,43   | 16.11.2004             |
| Friedersdorfer Tiergarten                                       |                                | 1335                                                                                            | 163151    | Landkreis Elbe-Elster                                                             | | Position | 13,84    | 26.03.1981             |
| Friedländer Tal                                                 | weitere Bilder                 | 1457                                                                                            | 318415    | Landkreis Oder-Spree                                                              | | Position | 104,02   | 29.05.1998             |
| Friesacker Zootzen                                              |                                | 1085                                                                                            | 163154    | Landkreis Havelland, Landkreis Ostprignitz-Ruppin                                 | | Position | 29,25    | 01.05.1961             |
| Fuchsberg                                                       | weitere Bilder                 | 1465                                                                                            | 163163    | Stadt Cottbus                                                                     | | Position | 4,59     | 25.11.1992             |
| Gadow                                                           |                                | 1421                                                                                            | 163180    | Landkreis Prignitz                                                                | | Position | 422,18   | 16.05.1990             |
| Gadsdorfer Torfstiche und Luderbusch                            | weitere Bilder                 | 1576                                                                                            | 389594    | Landkreis Teltow-Fläming                                                          | | Position | 136,96   | 30.09.2009             |
| Gahroer Buchheide                                               |                                | 1325                                                                                            | 14434     | Landkreis Elbe-Elster                                                             | | Position | 106,78   | 26.03.1981             |
| Gandower Schweineweide                                          |                                | 1426                                                                                            | 318423    | Landkreis Prignitz                                                                | | Position | 79,4     | 28.02.2003             |
| Gartzsee                                                        | weitere Bilder                 | 1129                                                                                            | 163200    | Landkreis Märkisch-Oderland                                                       | | Position | 35,19    | 01.10.1990             |
| Geesower Hügel                                                  |                                | 1013                                                                                            | 163208    | Landkreis Uckermark                                                               | | Position | 39,05    | 01.05.1984             |
| Gehron-See                                                      |                                | 1166                                                                                            | 318428    | Landkreis Oberhavel                                                               | | Position | 213,43   | 29.01.2003             |
| Glashütte                                                       |                                | 1587                                                                                            | 318441    | Landkreis Teltow-Fläming                                                          | | Position | 1357,98  | 29.07.2003             |
| Glasowbachniederung                                             | weitere Bilder                 | 1582                                                                                            | 378086    | Landkreis Teltow-Fläming                                                          | | Position | 90,31    | 30.09.2009             |
| Glieningmoor                                                    | weitere Bilder                 | 1183                                                                                            | 163262    | Landkreis Oder-Spree                                                              | | Position | 150,71   | 16.05.1990             |
| Glindower Alpen                                                 | weitere Bilder                 | 1163                                                                                            | 163263    | Landkreis Potsdam-Mittelmark                                                      | | Position | 106,75   | 10.10.1995             |
| Glinziger Teich- und Wiesengebiet                               |                                | 1455                                                                                            | 555552557 | Landkreis Spree-Neiße                                                             | | Position | 287,92   | 27.11.2012             |
| Gohrische Heide                                                 |                                | 1523                                                                                            | 318446    | Landkreis Elbe-Elster                                                             | | Position | 232,89   | 29.07.2003             |
| Gollenberg                                                      |                                | 1093                                                                                            | 163280    | Landkreis Havelland                                                               | | Position | 58,13    | 27.02.1996             |
| Görlsdorfer Wald                                                | weitere Bilder                 | 1438                                                                                            | 318450    | Landkreis Dahme-Spreewald                                                         | | Position | 195,2    | 01.07.2002             |
| Görner See                                                      |                                | 1100                                                                                            | 163288    | Landkreis Havelland                                                               | | Position | 228,24   | 12.10.1996             |
| Gränert                                                         |                                | 1406                                                                                            | 318457    | Stadt Brandenburg an der Havel                                                    | | Position | 467,28   | 20.02.1998             |
| Gräninger See                                                   |                                | 1123                                                                                            | 14397     | Landkreis Havelland                                                               | | Position | 137,71   | 19.10.1967             |
| Groß Schauener Seenkette                                        |                                | 1437                                                                                            | 318463    | Landkreis Oder-Spree                                                              | | Position | 1904,36  | 27.04.2000             |
| Große Freiheit bei Plaue                                        |                                | 1477                                                                                            | 318464    | Stadt Brandenburg an der Havel                                                    | | Position | 78,22    | 28.02.2003             |
| Große Göhlenze und Fichtengrund                                 |                                | 1264                                                                                            | 14417     | Landkreis Oder-Spree                                                              | | Position | 267,8    | 16.05.1990             |
| Große Hölle bei Luckow-Petershagen                              |                                | 1494                                                                                            | 163342    | Landkreis Uckermark                                                               | | Position | 18,79    | 01.02.1997             |
| Große und Kleine Jahnberge                                      |                                | 1097                                                                                            | 163347    | Landkreis Havelland                                                               | | Position | 20,44    | 19.10.1967             |
| Großer Briesensee                                               |                                | 1042                                                                                            | 163350    | Landkreis Uckermark                                                               | | Position | 113,61   | 01.10.1990             |
| Großer Lubowsee                                                 | weitere Bilder                 | 1067                                                                                            | 163356    | Landkreis Barnim                                                                  | | Position | 46,69    | 01.10.1990             |
| Großer Plötzsee                                                 |                                | 1054                                                                                            | 163357    | Landkreis Uckermark                                                               | | Position | 46,16    | 01.10.1990             |
| Großer und Kleiner Möggelinsee                                  | weitere Bilder                 | 1233                                                                                            | 318471    | Landkreis Teltow-Fläming                                                          | | Position | 333,38   | 15.02.2000             |
| Großer und Westufer Kleiner Zeschsee                            | weitere Bilder                 | 1248                                                                                            | 318472    | Landkreis Teltow-Fläming                                                          | | Position | 106,1    | 29.01.2000             |
| Großes Fenn                                                     |                                | 1131                                                                                            | 163370    | Landkreis Havelland                                                               | | Position | 83,72    | 10.10.1995             |
| Großes Fürstenwalder Stadtluch                                  | weitere Bilder                 | 1181                                                                                            | 163371    | Landkreis Oder-Spree                                                              | | Position | 88,02    | 16.05.1990             |
| Groß-Machnower Weinberg                                         | weitere Bilder                 | 1204                                                                                            | 318473    | Landkreis Teltow-Fläming                                                          | | Position | 8,53     | 13.06.1936             |
| Grumsiner Forst/Redernswalde                                    | weitere Bilder                 | 1056                                                                                            | 163396    | Landkreis Barnim, Landkreis Uckermark                                             | | Position | 6157,89  | 01.10.1990             |
| Grünauer Fenn                                                   |                                | 1128                                                                                            | 163398    | Landkreis Havelland                                                               | | Position | 10,56    | 10.10.1995             |
| Gülitzer Kohlegruben                                            |                                | 1599                                                                                            | 378092    | Landkreis Prignitz                                                                | | Position | 105,48   | 27.06.2006             |
| Gülper See                                                      | weitere Bilder                 | 1091                                                                                            | 14395     | Landkreis Havelland                                                               | | Position | 1205,25  | 01.07.2010, 01.10.2010 |
| Gumnitz und Großer Schlagenthinsee                              | weitere Bilder                 | 1135                                                                                            | 163411    | Landkreis Märkisch-Oderland                                                       | | Position | 231,59   | 01.10.1990             |
| Gusower Niederheide                                             |                                | 1605                                                                                            | 389598    | Landkreis Märkisch-Oderland                                                       | | Position | 76,75    | 29.03.2008             |
| Hain Lübben                                                     | weitere Bilder                 | 1284                                                                                            | 163483    | Landkreis Dahme-Spreewald                                                         | | Position | 18,26    | 01.10.1990             |
| Hainholz an der Stepenitz                                       |                                | 1007                                                                                            | 163487    | Landkreis Prignitz                                                                | | Position | 0,1      | 06.03.1993             |
| Harenzacken                                                     |                                | 1524                                                                                            | 318504    | Landkreis Oberhavel                                                               | | Position | 822,4    | 27.08.2003             |
| Häsener Luch                                                    |                                | 1069                                                                                            | 163543    | Landkreis Oberhavel                                                               | | Position | 51,65    | 19.10.1967             |
| Havelländisches Luch                                            |                                | 1124                                                                                            | 329418    | Landkreis Havelland, Landkreis Potsdam-Mittelmark                                 | | Position | 5529,95  | 01.07.2004             |
| Heidehof - Golmberg                                             |                                | 1570                                                                                            | 318516    | Landkreis Teltow-Fläming                                                          | | Position | 9833,59  | 30.12.1999             |
| Heidekrug                                                       |                                | 1103                                                                                            | 318518    | Landkreis Märkisch-Oderland                                                       | | Position | 31,45    | 01.05.1961             |
| Heideseen                                                       |                                | 1252                                                                                            | 163592    | Landkreis Dahme-Spreewald                                                         | | Position | 238,64   | 01.10.1990             |
| Heideweiher                                                     |                                | 1066                                                                                            | 163594    | Landkreis Prignitz                                                                | | Position | 61,85    | 01.06.1972             |
| Herrensee, Lange-Damm-Wiesen und Barnim-Hänge                   | weitere Bilder                 | 1528                                                                                            | 389601    | Landkreis Märkisch-Oderland                                                       | | Position | 1081,88  | 01.10.2005             |
| Himmelreich-See                                                 |                                | 1036                                                                                            | 163680    | Landkreis Ostprignitz-Ruppin                                                      | | Position | 7,14     | 19.10.1967             |
| Hintenteiche bei Biesenbrow                                     |                                | 1039                                                                                            | 163685    | Landkreis Uckermark                                                               | | Position | 102,62   | 01.10.1990             |
| Hispe                                                           |                                | 1332                                                                                            | 163702    | Landkreis Spree-Neiße                                                             | | Position | 14,53    | 10.10.1995             |
| Hohe Warte                                                      |                                | 1349                                                                                            | 163739    | Landkreis Elbe-Elster                                                             | | Position | 89,1     | 26.03.1981             |
| Hohenleipisch                                                   | weitere Bilder                 | 1608                                                                                            | 344588    | Landkreis Elbe-Elster                                                             | | Position | 166,48   | 09.12.2005             |
| Hölle                                                           |                                | 1316                                                                                            | 163761    | Landkreis Elbe-Elster                                                             | | Position | 10,3     | 26.03.1981             |
| Höllengrund – Pulverberg                                        | weitere Bilder                 | 1188                                                                                            | 163767    | Landkreis Dahme-Spreewald                                                         | | Position | 15,15    | 28.06.1995             |
| Horstfelder und Hechtsee                                        | weitere Bilder                 | 1215                                                                                            | 14405     | Landkreis Teltow-Fläming                                                          | | Position | 248,27   | 17.03.1986             |
| Hutelandschaft Altranft-Sonnenburg                              | weitere Bilder                 | 1162                                                                                            | 318581    | Landkreis Märkisch-Oderland                                                       | | Position | 561,08   | 31.07.2001             |
| Hutung Sähle                                                    |                                | 1545                                                                                            | 318583    | Landkreis Uckermark                                                               | | Position | 43,52    | 24.05.2003             |
| Innerer Oberspreewald                                           | weitere Bilder                 | 1288                                                                                            | 102244    | Landkreis Dahme-Spreewald, Landkreis Oberspreewald-Lausitz, Landkreis Spree-Neiße | | Position | 5744,8   | 01.10.1990             |
| Innerer Unterspreewald                                          | weitere Bilder                 | 1254                                                                                            | 64688     | Landkreis Dahme-Spreewald                                                         | | Position | 2231,33  | 01.10.1990             |
| Insel im Senftenberger See                                      | weitere Bilder                 | 1370                                                                                            | 14428     | Landkreis Oberspreewald-Lausitz                                                   | | Position | 889,9    | 26.03.1981             |
| Jackel                                                          |                                | 1546                                                                                            | 318609    | Landkreis Prignitz                                                                | | Position | 348,33   | 27.07.2002             |
| Jägersberg-Schirknitzberg                                       | weitere Bilder                 | 1552                                                                                            | 318610    | Landkreis Teltow-Fläming                                                          | | Position | 1599,73  | 11.11.1999             |
| Jakobsdorfer Feuchtland                                         |                                | 1628                                                                                            | 555546325 | Landkreis Prignitz                                                                | | Position | 137,05   | 15.01.2011             |
| Josinsky-Luch                                                   |                                | 1235                                                                                            | 163955    | Landkreis Dahme-Spreewald                                                         | | Position | 172,1    | 01.10.1990             |
| Jungfernheide                                                   | weitere Bilder                 | 1591                                                                                            | 389610    | Landkreis Uckermark                                                               | | Position | 1732,12  | 06.11.2009             |
| Kanalwiesen Wendisch Rietz                                      |                                | 1441                                                                                            | 318629    | Landkreis Oder-Spree                                                              | | Position | 106,63   | 18.03.2003             |
| Kanonen- und Schloßberg, Schäfergrund                           |                                | 1079                                                                                            | 164017    | Landkreis Barnim, Landkreis Märkisch-Oderland                                     | | Position | 90,49    | 01.10.1990             |
| Karauschsee                                                     |                                | 1212                                                                                            | 164024    | Landkreis Oder-Spree                                                              | | Position | 35,63    | 10.10.1981             |
| Kastavenseen-Molkenkammersee                                    | weitere Bilder                 | 1621                                                                                            | 389611    | Landkreis Oberhavel, Landkreis Uckermark                                          | | Position | 268,27   | 14.10.2009             |
| Katzenberge                                                     |                                | 1547                                                                                            | 329481    | Landkreis Dahme-Spreewald                                                         | | Position | 141,23   | 25.06.2004             |
| Kersdorfer See                                                  | weitere Bilder                 | 1613                                                                                            | 389612    | Landkreis Oder-Spree                                                              | | Position | 199,06   | 28.08.2009             |
| Ketziner Havelinseln                                            | Ketzin im Abendlicht, Luftbild | 1154                                                                                            | 318646    | Landkreis Havelland, Landkreis Potsdam-Mittelmark                                 | | Position | 237,55   | 12.03.2003             |
| Kiecker                                                         |                                | 1000                                                                                            | 318647    | Landkreis Uckermark                                                               | | Position | 260,77   | 30.06.1992             |
| Kienhorst / Köllnseen / Eichheide                               | weitere Bilder                 | 1064                                                                                            | 64690     | Landkreis Barnim                                                                  | | Position | 5005,07  | 01.10.1990             |
| Kindelsee-Springluch                                            | weitere Bilder                 | 1110                                                                                            | 318652    | Landkreis Oberhavel                                                               | | Position | 69,38    | 31.07.2001             |
| Klapperberge                                                    | weitere Bilder                 | 1632                                                                                            | 555552559 | Landkreis Uckermark                                                               | | Position | 1455,52  | 03.10.2012             |
| Klautzkesee und Waldmoore mit Kobbelke                          |                                | 1414                                                                                            | 164170    | Landkreis Oder-Spree                                                              | | Position | 382,45   | 25.06.2004             |
| Klein Marzehns                                                  |                                | 1266                                                                                            | 164111    | Landkreis Potsdam-Mittelmark                                                      | | Position | 17,62    | 30.03.1961             |
| Kleine Röder                                                    |                                | 1623                                                                                            | 555546323 | Landkreis Elbe-Elster                                                             | | Position | 381,31   | 10.06.2011             |
| Kleine Schorfheide                                              |                                | 1032                                                                                            | 318663    | Landkreis Oberhavel, Landkreis Uckermark                                          | | Position | 7375,46  | 30.09.2000             |
| Kleine und Mittelleber                                          | weitere Bilder                 | 1240                                                                                            | 164115    | Landkreis Dahme-Spreewald                                                         | | Position | 77,49    | 28.06.1995             |
| Kleine Wiesen - An den Horsten bei Kahla                        | weitere Bilder                 | 1493                                                                                            | 344592    | Landkreis Elbe-Elster                                                             | | Position | 21,74    | 11.03.2005             |
| Kleiner Griesensee                                              |                                | 1216                                                                                            | 164122    | Landkreis Oder-Spree                                                              | | Position | 24,33    | 29.08.1937             |
| Kleiner Plessower See                                           | weitere Bilder                 | 1177                                                                                            | 318664    | Landkreis Potsdam-Mittelmark                                                      | | Position | 103,57   | 18.03.2003             |
| Klienitz                                                        | weitere Bilder                 | 1400                                                                                            | 318667    | Landkreis Oberhavel                                                               | | Position | 201,69   | 24.05.2003             |
| Klobichsee                                                      |                                | 1127                                                                                            | 164146    | Landkreis Märkisch-Oderland                                                       | | Position | 558,93   | 01.10.1990             |
| Knehden Moor                                                    |                                |                                                                                                 | 164161    | Landkreis Uckermark                                                               | | Position | 23       | 30.03.1989             |
| Kockot                                                          | weitere Bilder                 | 1255                                                                                            | 164176    | Landkreis Dahme-Spreewald                                                         | | Position | 286,77   | 01.10.1990             |
| Königsberger See, Kattenstiegsee                                |                                | bravors.brandenburg.de                                                                          |           | Landkreis Ostprignitz-Ruppin                                                      | |          | 225      | 17.11.2016             |
| Köhntoptal                                                      |                                | 1017                                                                                            | 164191    | Landkreis Uckermark                                                               | | Position | 67,84    | 04.09.1980             |
| Königsfließ                                                     |                                | 1473                                                                                            | 329493    | Landkreis Ostprignitz-Ruppin, Landkreis Prignitz                                  | | Position | 260,32   | 24.02.2004             |
| Koselmühlenfließ                                                |                                | 1323                                                                                            | 378113    | Landkreis Spree-Neiße                                                             | | Position | 111,15   | 31.05.2006             |
| Krähenfuß                                                       |                                | 1393                                                                                            | 164222    | Landkreis Prignitz                                                                | | Position | 28,71    | 16.05.1990             |
| Krahner Busch                                                   |                                | 1195                                                                                            | 164226    | Landkreis Potsdam-Mittelmark                                                      | | Position | 166,74   | 30.07.1997             |
| Kranichteich                                                    |                                | 1382                                                                                            | 164236    | Landkreis Prignitz                                                                | | Position | 4,12     | 16.05.1990             |
| Kraynedr Teiche / Lutzketal                                     |                                | 1513                                                                                            | 555560663 | Landkreis Spree-Neiße                                                             | | Position | 544,75   | 13.02.2013             |
| Kremmener Luch                                                  | weitere Bilder                 | 1083                                                                                            | 164249    | Landkreis Oberhavel                                                               | | Position | 1186,43  | 04.11.2009             |
| Krielower See                                                   |                                | 1170                                                                                            | 329498    | Landkreis Potsdam-Mittelmark                                                      | | Position | 155,11   | 09.10.2004             |
| Krinertseen                                                     |                                | 1048                                                                                            | 164259    | Landkreis Uckermark                                                               | | Position | 351,31   | 01.10.1990             |
| Krossener Busch                                                 |                                | 1292                                                                                            | 318692    | Landkreis Dahme-Spreewald                                                         | | Position | 60,71    | 05.06.2002             |
| Krötenluch                                                      |                                | 1381                                                                                            | 164265    | Landkreis Prignitz                                                                | | Position | 8,64     | 16.05.1990             |
| Kuhwinkel                                                       |                                | 1053                                                                                            | 164293    | Landkreis Prignitz                                                                | | Position | 55,62    | 01.06.1972             |
| Kummersdorfer Heide/Breiter Steinbusch                          | weitere Bilder                 | 1243                                                                                            | 389617    | Landkreis Teltow-Fläming                                                          | | Position | 1001,84  | 17.09.2009             |
| Kunsterspring                                                   |                                | 1062                                                                                            | 14393     | Landkreis Ostprignitz-Ruppin                                                      | | Position | 100,64   | 19.10.1967             |
| Küstrinchen                                                     |                                | 1643                                                                                            | 555558905 | Landkreis Uckermark                                                               | | Position | 2979,72  | 01.01.2015             |
| Labüskewiesen                                                   |                                | 1046                                                                                            | 164314    | Landkreis Uckermark                                                               | | Position | 162,94   | 01.10.1990             |
| Ladeburger Schäferpfühle                                        | weitere Bilder                 | 1554                                                                                            | 318703    | Landkreis Barnim                                                                  | | Position | 26,66    | 17.02.2001             |
| Laie-Langes Luch                                                |                                | 1419                                                                                            | 318705    | Landkreis Oder-Spree                                                              | | Position | 88,11    | 12.03.2003             |
| Landiner Haussee                                                |                                | 1551                                                                                            | 318706    | Landkreis Uckermark                                                               | | Position | 122,62   | 13.12.2002             |
| Lange Dammwiesen und Unteres Annatal                            | weitere Bilder                 | 1134                                                                                            | 164339    | Landkreis Märkisch-Oderland                                                       | | Position | 1,26     | 16.05.1990             |
| Langer Grund-Kohlberg                                           |                                | 1606                                                                                            | 344594    | Landkreis Märkisch-Oderland                                                       | | Position | 142,19   | 01.07.2006             |
| Langes Elsenfließ und Wegendorfer Mühlenfließ                   |                                | 1533                                                                                            | 318710    | Landkreis Märkisch-Oderland                                                       | | Position | 204,9    | 26.06.2003             |
| Lauschika                                                       |                                | 1376                                                                                            | 318719    | Landkreis Elbe-Elster                                                             | | Position | 32,45    | 12.12.2003             |
| Lehmannsteich                                                   |                                | 1331                                                                                            | 14433     | Landkreis Elbe-Elster                                                             | | Position | 140,54   | 26.03.1981             |
| Lehnigksberg                                                    | weitere Bilder                 | 1280                                                                                            | 164415    | Landkreis Dahme-Spreewald                                                         | | Position | 13,06    | 01.10.1990             |
| Lehnitzer Mittelheide und Quellgebiet Emster                    | weitere Bilder                 | 1509                                                                                            | 164416    | Landkreis Potsdam-Mittelmark                                                      | | Position | 594,54   | 12.10.1996             |
| Lenzen-Wustrower Elbniederung                                   |                                | 1427                                                                                            | 164437    | Landkreis Prignitz                                                                | | Position | 999,12   | 16.05.1990             |
| Leue                                                            |                                | 1225                                                                                            | 164441    | Landkreis Dahme-Spreewald                                                         | | Position | 3,79     | 15.01.1938             |
| Leuenberger Soll                                                | weitere Bilder                 | 1096                                                                                            | 164442    | Landkreis Märkisch-Oderland                                                       | | Position | 9,27     | 01.06.1950             |
| Liebenberger Bruch                                              |                                | 1399                                                                                            | 164449    | Landkreis Oberhavel                                                               | | Position | 290,51   | 17.05.1992             |
| Lieberoser Endmoräne                                            | weitere Bilder                 | 1275                                                                                            | 318731    | Landkreis Dahme-Spreewald, Landkreis Spree-Neiße                                  | | Position | 6714,15  | 18.01.2000             |
| Lienewitz-Caputher Seen- und Feuchtgebietskette                 | weitere Bilder                 | 1517                                                                                            | 318732    | Landkreis Potsdam-Mittelmark                                                      | | Position | 368,11   | 10.06.2002             |
| Lietzener Mühlental                                             | weitere Bilder                 | 1507                                                                                            | 164457    | Landkreis Märkisch-Oderland                                                       | | Position | 143,13   | 02.11.1993             |
| Lindholz                                                        | weitere Bilder                 | 1101                                                                                            | 14396     | Landkreis Havelland                                                               | | Position | 112,13   | 26.06.1978             |
| Linowsee-Dutzendsee                                             | weitere Bilder                 | 1222                                                                                            | 164469    | Landkreis Dahme-Spreewald, Landkreis Oder-Spree                                   | | Position | 60       | 10.10.1995             |
| Löcknitztal                                                     | weitere Bilder                 | 1157                                                                                            | 164498    | Landkreis Oder-Spree                                                              | | Position | 499,84   | 01.05.1984             |
| Lönnewitzer Heide                                               | weitere Bilder                 | 1538                                                                                            | 318748    | Landkreis Elbe-Elster                                                             | | Position | 160,99   | 18.10.2003             |
| Löptener Fenne-Wustrickwiesen                                   | weitere Bilder                 | 1144                                                                                            | 318749    | Landkreis Dahme-Spreewald                                                         | | Position | 218,01   | 29.05.1998             |
| Lubowsee                                                        | weitere Bilder                 | 1092                                                                                            | 164661    | Landkreis Barnim, Landkreis Oberhavel                                             | | Position | 68,44    | 25.06.2004             |
| Luchsee                                                         | weitere Bilder                 | 1259                                                                                            | 164516    | Landkreis Dahme-Spreewald                                                         | | Position | 113,14   | 01.10.1990             |
| Luchwiesen                                                      | weitere Bilder                 | 1205                                                                                            | 16788     | Landkreis Oder-Spree                                                              | | Position | 104,11   | 16.05.1990             |
| Luckreichgebiet                                                 |                                | 1603                                                                                            | 389622    | Landkreis Elbe-Elster                                                             | | Position | 326,62   | 18.04.2008             |
| Luisensee                                                       |                                | 1339                                                                                            | 164524    | Landkreis Spree-Neiße                                                             | | Position | 57,36    | 10.10.1995             |
| Machnower See                                                   | weitere Bilder                 | 1201                                                                                            | 164532    | Landkreis Teltow-Fläming                                                          | | Position | 48,37    | 17.03.1986             |
| Mahlheide                                                       |                                | 1217                                                                                            | 164543    | Landkreis Oder-Spree                                                              | | Position | 33,38    | 16.05.1990             |
| Mahnigsee-Dahmetal                                              |                                | 1246                                                                                            | 318761    | Landkreis Dahme-Spreewald                                                         | | Position | 329,62   | 20.02.1998             |
| Marienfließ                                                     | weitere Bilder                 | 1548                                                                                            | 318765    | Landkreis Prignitz                                                                | | Position | 1214,97  | 09.10.1999             |
| Marxdorfer Moor                                                 |                                | 1150                                                                                            | 164576    | Landkreis Märkisch-Oderland                                                       | | Position | 20,91    | 10.10.1981             |
| Matheswall, Schmielen- und Gabelsee                             |                                | bravors.brandenburg.de                                                                          | 555558902 | Landkreis Märkisch-Oderland                                                       | | Position | 189      | 07.10.2014             |
| Meiereisee                                                      |                                | 1269                                                                                            | 164598    | Landkreis Dahme-Spreewald                                                         | | Position | 25,06    | 01.10.1990             |
| Mellensee bei Lychen                                            |                                | 1031                                                                                            | 164602    | Landkreis Uckermark                                                               | | Position | 37,45    | 30.03.1989             |
| Melzower Forst                                                  |                                | 1025                                                                                            | 64691     | Landkreis Uckermark                                                               | | Position | 2827,62  | 01.10.1990             |
| Mendeluch                                                       |                                | 1392                                                                                            | 164604    | Landkreis Prignitz                                                                | | Position | 23,64    | 16.05.1990             |
| Mewenbruch                                                      |                                | 1041                                                                                            | 164619    | Landkreis Uckermark                                                               | | Position | 19,08    | 30.03.1989             |
| Milaseen                                                        | weitere Bilder                 | 1230                                                                                            | 164622    | Landkreis Oder-Spree                                                              | | Position | 116,39   | 17.09.2003             |
| Mittlere Havel                                                  |                                | 1165                                                                                            | 318792    | Stadt Brandenburg an der Havel                                                    | | Position | 795,68   | 12.03.2003             |
| Mittlere Oder                                                   |                                | 1410                                                                                            | 329522    | Stadt Frankfurt (Oder), Landkreis Oder-Spree                                      | | Position | 1444,19  | 16.06.2004             |
| Mloder Teichgebiet                                              |                                | 1112                                                                                            | 164644    | Landkreis Oberspreewald-Lausitz                                                   | | Position | 24,46    | 16.01.1997             |
| Moddersee                                                       |                                | 1398                                                                                            | 164647    | Landkreis Oberhavel                                                               | | Position | 35,65    | 17.05.1992             |
| Mögeliner Luch                                                  |                                | 1155                                                                                            | 318798    | Landkreis Havelland                                                               | | Position | 82,24    | 13.03.1998             |
| Moncapricesee                                                   |                                | 1397                                                                                            | 164645    | Landkreis Oberhavel                                                               | | Position | 113,55   | 17.05.1992             |
| Mönnigsee                                                       |                                | 1577                                                                                            | 318385    | Landkreis Teltow-Fläming                                                          | | Position | 35,98    | 29.07.2003             |
| Moosfenn                                                        | weitere Bilder                 | 1184                                                                                            | 164688    | Landkreis Potsdam-Mittelmark                                                      | | Position | 3,04     | 13.11.1937             |
| Mörickeluch                                                     |                                | 1391                                                                                            | 164694    | Landkreis Prignitz                                                                | | Position | 11,32    | 16.05.1990             |
| Möweninsel Buhnenwerder                                         | weitere Bilder                 | 1148                                                                                            | 164702    | Stadt Brandenburg an der Havel                                                    | | Position | 7,75     | 18.03.1949             |
| Mühlenfließ-Sägebach                                            |                                | 1239                                                                                            | 318819    | Landkreis Dahme-Spreewald                                                         | | Position | 163,23   | 13.02.1998             |
| Mühlenteich                                                     |                                | 1403                                                                                            | 318820    | Landkreis Ostprignitz-Ruppin                                                      | | Position | 71,06    | 13.09.2002             |
| Müllerberge                                                     |                                | 1520                                                                                            | 164731    | Landkreis Uckermark                                                               | | Position | 61,06    | 01.02.1997             |
| NP Unteres Odertal                                              | weitere Bilder                 | 1564                                                                                            | 164757    | Landkreis Barnim, Landkreis Uckermark                                             | | Position | 10444,72 | 29.06.1995, 17.11.2006 |
| Naturentwicklungsgebiet Abramka                                 |                                | 1288                                                                                            | 555558900 | Landkreis Dahme-Spreewald                                                         | | Position | 101,74   | 22.09.2014             |
| Naturentwicklungsgebiet Kockot                                  |                                | 1255                                                                                            | 555558899 | Landkreis Dahme-Spreewald                                                         | | Position | 26,24    | 22.09.2014             |
| Naturentwicklungsgebiet Redernswalde                            |                                | 1056                                                                                            | 555558896 | Landkreis Barnim                                                                  | | Position | 5850,03  | 04.01.2008             |
| Netzowsee-Metzelthiner Feldmark                                 |                                | 1635                                                                                            | 555558903 | Landkreis Uckermark                                                               | | Position | 1261,86  | 01.01.2015             |
| Neu Zaucher Weinberg                                            | weitere Bilder                 | 1290                                                                                            | 164783    | Landkreis Dahme-Spreewald                                                         | | Position | 37,6     | 01.10.1990             |
| Neubrück                                                        |                                | 1511                                                                                            | 164785    | Landkreis Oder-Spree                                                              | | Position | 7,94     | 01.05.1961             |
| Neudorfer Wald                                                  |                                | 1631                                                                                            | 555546326 | Landkreis Prignitz                                                                | | Position | 49,91    | 25.01.2011             |
| Neuendorfer Seewiesen                                           |                                | 1241                                                                                            | 164790    | Landkreis Dahme-Spreewald                                                         | | Position | 67,82    | 01.10.1990             |
| Neuenhagener Mühlenfließ                                        |                                | 1532                                                                                            | 318847    | Landkreis Märkisch-Oderland                                                       | | Position | 120,74   | 26.06.2003             |
| Niederoderbruch                                                 |                                | 1076                                                                                            | 164811    | Landkreis Barnim, Landkreis Märkisch-Oderland                                     | | Position | 863,17   | 01.10.1990             |
| Nonnenfließ–Schwärzetal                                         | weitere Bilder                 | 1164                                                                                            | 318859    | Landkreis Barnim, Landkreis Märkisch-Oderland                                     | | Position | 488,58   | 13.12.1996             |
| Nuthe-Nieplitz-Niederung                                        | weitere Bilder                 | 1481                                                                                            | 164853    | Landkreis Potsdam-Mittelmark, Landkreis Teltow-Fläming                            | | Position | 5566,5   | 28.06.1995, 12.01.2011 |
| Obere Wublitz                                                   |                                | 1156                                                                                            | 164868    | Stadt Potsdam                                                                     | | Position | 100      | 17.03.1986             |
| Oberes Demnitztal                                               |                                | 1219                                                                                            | 164874    | Landkreis Oder-Spree                                                              | | Position | 87,42    | 10.10.1981             |
| Oberes Klingetal                                                | weitere Bilder                 | 1521                                                                                            | 164880    | Stadt Frankfurt (Oder)                                                            | Im Naturschutzgebiet wurden 2020 vierzig Bäume gefällt. Ihre Schatten gefährdeten den Bestand an Breitblättrigem Knabenkraut. | Position | 19,16    | 25.04.1996             |
| Oberes Pfefferfließ                                             |                                | 1436                                                                                            | 318888    | Landkreis Teltow-Fläming                                                          | | Position | 125,38   | 18.06.2003             |
| Oberes Rhinluch                                                 | weitere Bilder                 | 1622                                                                                            | 555560665 | Landkreis Oberhavel, Landkreis Ostprignitz-Ruppin                                 | | Position | 2764,92  | 26.03.2013             |
| Oberheide                                                       |                                | 1018                                                                                            | 318897    | Landkreis Ostprignitz-Ruppin                                                      | | Position | 145,14   | 18.09.2002             |
| Oberseemoor                                                     | weitere Bilder                 | 1575                                                                                            | 318801    | Landkreis Barnim                                                                  | | Position | 55,32    | 25.03.2004             |
| Oderaue Genschmar                                               | weitere Bilder                 | 1106                                                                                            | 164913    | Landkreis Märkisch-Oderland                                                       | | Position | 257,69   | 16.05.1990             |
| Oderberge                                                       | weitere Bilder                 | 1168                                                                                            | 164914    | Landkreis Märkisch-Oderland                                                       | | Position | 12,59    | 19.10.1967             |
| Oderhänge Mallnow                                               | weitere Bilder                 | 1145                                                                                            | 164915    | Landkreis Märkisch-Oderland                                                       | | Position | 304,68   | 25.06.2003             |
| Oderinsel Küstrin-Kietz                                         | Oderinsel Kietz                | 1615                                                                                            | 555514004 | Landkreis Märkisch-Oderland                                                       | | Position | 209,02   | 18.11.2010             |
| Oder-Neiße                                                      |                                | 1416                                                                                            | 329559    | Landkreis Oder-Spree, Landkreis Spree-Neiße                                       | | Position | 594,81   | 16.06.2004             |
| Odervorland Gieshof                                             | weitere Bilder                 | 1088                                                                                            | 164916    | Landkreis Märkisch-Oderland                                                       | | Position | 489,38   | 16.05.1990             |
| Oderwiesen Neurüdnitz                                           |                                | 1619                                                                                            | 389962    | Landkreis Märkisch-Oderland                                                       | | Position | 1046,32  | 24.06.2008             |
| Oderwiesen nördlich Frankfurt                                   | weitere Bilder                 | 1172                                                                                            | 164917    | Stadt Frankfurt (Oder)                                                            | | Position | 220,12   | 16.05.1990             |
| Oelsiger Luch                                                   |                                | 1336                                                                                            | 318907    | Landkreis Elbe-Elster                                                             | | Position | 39,46    | 13.12.2002             |
| Orchideenwiese Bad Freienwalde                                  | weitere Bilder                 | 1559                                                                                            | 318917    | Landkreis Märkisch-Oderland                                                       | | Position | 3,62     | 17.07.1998             |
| Ostufer Stoßdorfer See                                          |                                | 1569                                                                                            | 318928    | Landkreis Dahme-Spreewald                                                         | | Position | 122,99   | 18.12.2003             |
| Pastlingsee                                                     |                                | 1462                                                                                            | 318932    | Landkreis Spree-Neiße                                                             | | Position | 61,21    | 18.10.2003             |
| Pätzer Hintersee                                                | weitere Bilder                 | 1213                                                                                            | 318935    | Landkreis Dahme-Spreewald                                                         | | Position | 461,78   | 20.02.1998             |
| Pätzer Kiesgrube                                                | weitere Bilder                 | 1220                                                                                            | 318936    | Landkreis Dahme-Spreewald                                                         | | Position | 15,48    | 07.05.2002             |
| Peickwitzer Teiche und Schwarzbacher Heide                      |                                | 1572                                                                                            | 555514003 | Landkreis Oberspreewald-Lausitz                                                   | | Position | 133,63   | 16.01.2010             |
| Peitzer Teiche mit dem Teichgebiet Bärenbrück und Laßzinswiesen | weitere Bilder                 | 1299                                                                                            | 164983    | Stadt Cottbus, Landkreis Spree-Neiße                                              | | Position | 1605,46  | 28.09.1990             |
| Perleberger Schießplatz                                         |                                | 1620                                                                                            | 389966    | Landkreis Prignitz                                                                | | Position | 354,3    | 28.05.2008             |
| Piepergrund                                                     |                                | 1486                                                                                            | 165000    | Landkreis Uckermark                                                               | | Position | 106,7    | 01.02.1997             |
| Pimpinellenberg                                                 |                                | 1075                                                                                            | 165004    | Landkreis Barnim                                                                  | | Position | 5,91     | 01.10.1990             |
| Pinnower Läuche und Tauersche Eichen                            | weitere Bilder                 | 1460                                                                                            | 318945    | Landkreis Spree-Neiße                                                             | | Position | 1531,4   | 29.01.2003             |
| Pinnower See                                                    | weitere Bilder                 | 1095                                                                                            | 14408     | Landkreis Oberhavel                                                               | | Position | 67,71    | 27.08.2002             |
| Plagefenn                                                       | weitere Bilder                 | 1073                                                                                            | 14410     | Landkreis Barnim                                                                  | | Position | 1053,71  | 01.10.1990             |
| Planetal                                                        |                                | 1260                                                                                            | 14402     | Landkreis Potsdam-Mittelmark                                                      | | Position | 109,24   | 19.10.1967             |
| Platkowsee                                                      | weitere Bilder                 | 1033                                                                                            | 329573    | Landkreis Uckermark                                                               | | Position | 660,27   | 12.11.2004             |
| Plattenburg                                                     |                                | 1549                                                                                            | 318949    | Landkreis Prignitz                                                                | | Position | 352,11   | 25.06.2003             |
| Pohlitzer Mühlenfließ                                           |                                | 1413                                                                                            | 378342    | Landkreis Oder-Spree                                                              | | Position | 90,65    | 06.05.2006             |
| Pontische Hänge von Lebus a. d. O.                              |                                | 1588                                                                                            | 318954    | Landkreis Märkisch-Oderland                                                       | | Position | 1,87     | 10.09.1921             |
| Poratzer Moränenlandschaft                                      |                                | 1047                                                                                            | 64694     | Landkreis Barnim, Landkreis Uckermark                                             | | Position | 3908,78  | 01.10.1990             |
| Postluch Ganz                                                   |                                | 1402                                                                                            | 165024    | Landkreis Ostprignitz-Ruppin                                                      | | Position | 36,67    | 21.06.1997             |
| Prämer Berge                                                    |                                | 1090                                                                                            | 165033    | Landkreis Ostprignitz-Ruppin                                                      | | Position | 18,78    | 19.10.1967             |
| Preschener Mühlbusch                                            |                                | 1341                                                                                            | 165036    | Landkreis Spree-Neiße                                                             | | Position | 23,87    | 26.03.1981             |
| Prierow bei Golßen                                              | weitere Bilder                 | 1273                                                                                            | 165038    | Landkreis Dahme-Spreewald                                                         | | Position | 60,63    | 26.03.1981             |
| Prierowsee                                                      | weitere Bilder                 | 1210                                                                                            | 14403     | Landkreis Dahme-Spreewald, Landkreis Teltow-Fläming                               | | Position | 210,75   | 26.06.1978             |
| Priesterschlucht                                                |                                | 1142                                                                                            | 165040    | Landkreis Märkisch-Oderland                                                       | | Position | 5,61     | 19.10.1967             |
| Pritzerber Laake                                                | weitere Bilder                 | 1133                                                                                            | 165044    | Landkreis Havelland, Landkreis Potsdam-Mittelmark                                 | | Position | 511,34   | 17.03.1986             |
| Puhlsee                                                         |                                | 1117                                                                                            | 165050    | Landkreis Havelland                                                               | | Position | 68,07    | 10.05.1997             |
| Pulsnitz                                                        |                                | 1378                                                                                            | 165051    | Landkreis Oberspreewald-Lausitz                                                   | | Position | 18,63    | 26.03.1981, 01.07.2007 |
| Putgolla                                                        |                                | 1322                                                                                            | 318957    | Landkreis Spree-Neiße                                                             | | Position | 64,26    | 29.06.2001             |
| Putlitzer Stadtheide                                            |                                | 1630                                                                                            | 555514006 | Landkreis Prignitz                                                                | | Position | 44,79    | 28.10.2010             |
| Quaßliner Moor                                                  |                                | 1149                                                                                            | 318959    | Landkreis Prignitz                                                                | | Position | 23,41    | 19.11.1999             |
| Rabenluch                                                       | weitere Bilder                 | 1084                                                                                            | 165074    | Landkreis Barnim                                                                  | | Position | 8,59     | 19.10.1967             |
| Rabenstein                                                      |                                | 1265                                                                                            | 165077    | Landkreis Potsdam-Mittelmark                                                      | | Position | 39,04    | 26.06.1978             |
| Radeberge                                                       |                                | 1223                                                                                            | 329584    | Landkreis Dahme-Spreewald                                                         | | Position | 286,09   | 16.06.2004             |
| Rambower Torfmoor                                               |                                | 1044                                                                                            | 165093    | Landkreis Prignitz                                                                | | Position | 411,25   | 16.05.1990             |
| Randowhänge bei Schmölln                                        |                                | 1598                                                                                            | 344830    | Landkreis Uckermark                                                               | | Position | 156,79   | 09.02.2005             |
| Rangsdorfer See                                                 | weitere Bilder                 | 1199                                                                                            | 318968    | Landkreis Teltow-Fläming                                                          | | Position | 668,27   | 29.05.1998             |
| Rarangseen                                                      |                                | 1065                                                                                            | 165101    | Landkreis Barnim                                                                  | | Position | 65,07    | 01.10.1990             |
| Rauhes Luch                                                     | weitere Bilder                 | 1232                                                                                            | 165112    | Landkreis Teltow-Fläming                                                          | | Position | 42,01    | 29.05.1937             |
| Rauhes Soll                                                     |                                | 1574                                                                                            | 318969    | Landkreis Prignitz                                                                | | Position | 3,34     | 12.03.1938             |
| Rehagen                                                         | weitere Bilder                 | 1510                                                                                            | 165123    | Landkreis Oder-Spree                                                              | | Position | 28,03    | 01.05.1961             |
| Reicherskreuzer Heide und Schwansee                             | weitere Bilder                 | 1418                                                                                            | 165130    | Landkreis Dahme-Spreewald, Landkreis Oder-Spree, Landkreis Spree-Neiße            | | Position | 2809,03  | 09.12.1995             |
| Reiersdorf                                                      |                                | 1060                                                                                            | 165131    | Landkreis Uckermark                                                               | | Position | 249,46   | 01.10.1990             |
| Replinchener See                                                |                                | 1539                                                                                            | 318976    | Landkreis Dahme-Spreewald                                                         | | Position | 12,28    | 07.05.2002             |
| Reptener Teiche                                                 |                                | 1318                                                                                            | 318977    | Landkreis Oberspreewald-Lausitz                                                   | | Position | 63,55    | 29.03.2003             |
| Reuthener Moor                                                  |                                | 1354                                                                                            | 165148    | Landkreis Spree-Neiße                                                             | | Position | 95,52    | 30.09.1992             |
| Rheinsberger Rhind und Hellberge                                |                                | 1617                                                                                            | 389968    | Landkreis Ostprignitz-Ruppin                                                      | | Position | 978,23   | 12.03.2009             |
| Ribocka                                                         |                                | 1294                                                                                            | 165171    | Landkreis Dahme-Spreewald                                                         | | Position | 49,59    | 01.10.1990             |
| Riesenbruch                                                     |                                | 1563                                                                                            | 82419     | Landkreis Havelland                                                               | | Position | 297,04   | 04.07.2003             |
| Rietzer See                                                     | weitere Bilder                 | 1179                                                                                            | 14399     | Landkreis Potsdam-Mittelmark                                                      | | Position | 1128,02  | 09.10.2004             |
| Rochauer Heide                                                  |                                | 1310                                                                                            | 14436     | Landkreis Dahme-Spreewald, Landkreis Teltow-Fläming                               | | Position | 557,29   | 26.03.1981             |
| Rodewaldsches Luch                                              |                                | 1122                                                                                            | 165197    | Landkreis Havelland                                                               | | Position | 139,35   | 21.06.1997             |
| Rohatsch zwischen Guteborn und Hohenbocka                       |                                | 1573                                                                                            | 318999    | Landkreis Oberspreewald-Lausitz                                                   | | Position | 336,5    | 27.09.2003             |
| Ruhlsdorfer Bruch                                               | weitere Bilder                 | 1125                                                                                            | 165250    | Landkreis Märkisch-Oderland                                                       | | Position | 162,4    | 01.10.1990             |
| Ruppiner Schweiz                                                | weitere Bilder                 | 1061                                                                                            | 165259    | Landkreis Ostprignitz-Ruppin                                                      | | Position | 93,56    | 01.05.1961             |
| Sacrower See und Königswald                                     | weitere Bilder                 | 1470                                                                                            | 165282    | Stadt Potsdam                                                                     | | Position | 801,33   | 22.03.1941             |
| Sadenbecker Brandhorst                                          |                                | 1491                                                                                            | 165283    | Landkreis Prignitz                                                                | | Position | 80,82    | 26.06.1997             |
| Salveytal                                                       |                                | 1020                                                                                            | 319039    | Landkreis Uckermark                                                               | | Position | 381,51   | 26.11.2003             |
| Saugberge                                                       |                                | 1626                                                                                            | 555514005 | Landkreis Prignitz                                                                | | Position | 78,52    | 25.11.2010             |
| Schadewitz                                                      |                                | 1362                                                                                            | 165348    | Landkreis Elbe-Elster                                                             | | Position | 33,83    | 26.03.1981             |
| Schadewitzer Feuchtbiotop                                       |                                | 1153                                                                                            | 165349    | Landkreis Elbe-Elster                                                             | | Position | 43,27    | 09.05.1992             |
| Schlabendorfer Bergbaufolgelandschaft - Lichtenauer See         |                                | 1116                                                                                            | 165396    | Landkreis Oberspreewald-Lausitz                                                   | | Position | 465,28   | 16.01.1997             |
| Schlatbach                                                      |                                | 1380                                                                                            | 378356    | Landkreis Prignitz                                                                | | Position | 127,73   | 10.06.2006             |
| Schlaubetal                                                     | weitere Bilder                 | 1229                                                                                            | 165404    | Landkreis Oder-Spree                                                              | | Position | 1501,67  | 01.05.2002             |
| Schnelle Havel                                                  | weitere Bilder                 | 1071                                                                                            | 555558897 | Landkreis Barnim, Landkreis Oberhavel                                             | | Position | 2462,93  | 01.01.2015             |
| Schnepfenried                                                   | weitere Bilder                 | 1566                                                                                            | 165450    | Stadt Cottbus                                                                     | | Position | 40,12    | 20.12.1996             |
| Schöbendorfer Busch                                             | weitere Bilder                 | 1253                                                                                            | 14404     | Landkreis Teltow-Fläming                                                          | | Position | 831,23   | 26.06.1978             |
| Schönerlinder Teiche                                            | weitere Bilder                 | 1105                                                                                            | 165461    | Landkreis Barnim, Landkreis Oberhavel                                             | | Position | 40,76    | 26.06.1997             |
| Schönower Heide                                                 | weitere Bilder                 | 1544                                                                                            | 319086    | Landkreis Barnim                                                                  | | Position | 533,38   | 01.12.2000             |
| Quellgebiet der Schuge und des Mühlenfließes                    |                                | 1439                                                                                            | 319089    | Landkreis Dahme-Spreewald                                                         | | Position | 350,16   | 01.07.2002             |
| Schulzensee                                                     |                                | 1231                                                                                            | 165472    | Landkreis Teltow-Fläming                                                          | | Position | 17,73    | 11.09.1937             |
| Schwarzberge und Spreenierung                                   |                                | 1209                                                                                            | 165495    | Landkreis Oder-Spree                                                              | | Position | 694,45   | 03.06.2003             |
| Schwarze Grube                                                  |                                | 1353                                                                                            | 165497    | Landkreis Spree-Neiße                                                             | | Position | 4,06     | 26.03.1981             |
| Schwarzer See                                                   |                                | 1618                                                                                            | 378362    | Landkreis Oberhavel                                                               | | Position | 57,73    | 14.07.2006             |
| Schwarzer Tanger                                                |                                | 1488                                                                                            | 165508    | Landkreis Uckermark                                                               | | Position | 153,26   | 01.02.1997             |
| Schwarzes Luch                                                  |                                | 1268                                                                                            | 165510    | Landkreis Dahme-Spreewald                                                         | | Position | 18,04    | 05.07.1992             |
| Schwarzwasser bei Lipsa                                         | weitere Bilder                 | 1377                                                                                            | 319095    | Landkreis Oberspreewald-Lausitz                                                   | | Position | 26,29    | 01.07.2002             |
| Schweinert                                                      | weitere Bilder                 | 1350                                                                                            | 165526    | Landkreis Elbe-Elster                                                             | | Position | 110,38   | 27.01.1999             |
| Schwemmpfuhl                                                    |                                | 1624                                                                                            | 555560666 | Landkreis Uckermark                                                               | | Position | 125,96   | 07.05.2013             |
| Schwenower Forst                                                |                                | 1541                                                                                            | 329624    | Landkreis Oder-Spree                                                              | | Position | 745,7    | 09.10.2004             |
| Schwimmhafenwiesen                                              | weitere Bilder                 | 1114                                                                                            | 165532    | Landkreis Oberhavel                                                               | | Position | 37,09    | 27.02.1996             |
| Seeburger Fenn - Sümpelfichten                                  | weitere Bilder                 | 1561                                                                                            | 319101    | Landkreis Havelland, Stadt Potsdam                                                | | Position | 98,34    | 08.05.2002             |
| Seeser Bergbaufolgelandschaft                                   |                                | 1113                                                                                            | 165543    | Landkreis Oberspreewald-Lausitz                                                   | | Position | 892,11   | 16.01.1997             |
| Seewald                                                         |                                | 1372                                                                                            | 14430     | Landkreis Oberspreewald-Lausitz                                                   | | Position | 265,55   | 26.03.1981, 01.07.2007 |
| Serghen-Kthlower Teich- und Wiesenlandschaft                    |                                | 1328                                                                                            | 165560    | Landkreis Spree-Neiße                                                             | | Position | 683,9    | 22.02.2013             |
| Silberberge Gartz                                               |                                | 1022                                                                                            | 165575    | Landkreis Uckermark                                                               | | Position | 44,42    | 01.05.1984             |
| Skabyer Torfgraben                                              | weitere Bilder                 | 1192                                                                                            | 319115    | Landkreis Dahme-Spreewald                                                         | | Position | 304,89   | 26.09.1998             |
| Sölla                                                           |                                | 1244                                                                                            | 165592    | Landkreis Dahme-Spreewald                                                         | | Position | 33,39    | 01.10.1990             |
| Sorgenteich                                                     | weitere Bilder                 | 1374                                                                                            | 165601    | Landkreis Oberspreewald-Lausitz                                                   | | Position | 49,98    | 26.03.1981             |
| Sorno-Rosendorfer Buchten                                       |                                | 1638                                                                                            | 555558904 | Landkreis Oberspreewald-Lausitz                                                   | | Position | 1086,22  | 15.04.2014             |
| Sperenberger Gipsbrüche                                         | weitere Bilder                 | 1237                                                                                            | 82611     | Landkreis Teltow-Fläming                                                          | | Position | 24,11    | 13.03.1998             |
| Spreebögen bei Briescht                                         | weitere Bilder                 | 1447                                                                                            | 319129    | Landkreis Oder-Spree                                                              | | Position | 110,38   | 27.08.2002             |
| Spreewiesen südlich Beeskow                                     | weitere Bilder                 | 1451                                                                                            | 319130    | Landkreis Oder-Spree                                                              | | Position | 486,63   | 03.06.2003             |
| Spring                                                          |                                | 1258                                                                                            | 165624    | Landkreis Potsdam-Mittelmark                                                      | | Position | 25,19    | 17.03.1986             |
| Stadthavel                                                      | weitere Bilder                 | 1407                                                                                            | 319133    | Stadt Brandenburg an der Havel                                                    | | Position | 249,08   | 28.02.2003             |
| Stärtchen und Freibusch                                         |                                | 1474                                                                                            | 319135    | Landkreis Teltow-Fläming                                                          | | Position | 178,71   | 10.06.2002             |
| Stechlin                                                        | weitere Bilder                 | 1030                                                                                            | 319138    | Landkreis Oberhavel, Landkreis Ostprignitz-Ruppin                                 | | Position | 8658,18  | 06.12.2002             |
| Stepenitz                                                       | weitere Bilder                 | 1012                                                                                            | 329655    | Landkreis Prignitz                                                                | | Position | 1651,36  | 17.09.2004             |
| Stintgraben                                                     | weitere Bilder                 | 1130                                                                                            | 165742    | Landkreis Dahme-Spreewald                                                         | | Position | 109,31   | 28.06.1995             |
| Stobbertal                                                      | weitere Bilder                 | 1115                                                                                            | 165744    | Landkreis Märkisch-Oderland                                                       | | Position | 883,4    | 01.10.1990             |
| Stöbritzer See                                                  |                                | 1118                                                                                            | 165745    | Landkreis Oberspreewald-Lausitz                                                   | | Position | 42,33    | 16.01.1997             |
| Stockshof – Behlower Wiesen                                     | weitere Bilder                 | 1433                                                                                            | 319163    | Landkreis Dahme-Spreewald                                                         | | Position | 487,48   | 18.12.2003             |
| Storkower Kanal                                                 | weitere Bilder                 | 1202                                                                                            | 329658    | Landkreis Dahme-Spreewald, Landkreis Oder-Spree                                   | | Position | 96,19    | 16.06.2004             |
| Stegranzsee-Dahme                                               |                                | 1214                                                                                            | 319168    | Landkreis Dahme-Spreewald                                                         | | Position | 435,64   | 09.10.1999             |
| Streuobstwiese Zossen                                           | weitere Bilder                 | 1147                                                                                            | 319169    | Landkreis Teltow-Fläming                                                          | | Position | 24,85    | 09.10.1999             |
| Stromtal                                                        |                                | 1479                                                                                            | 165768    | Landkreis Uckermark                                                               | | Position | 611,01   | 30.06.1992             |
| Suckower Haussee                                                |                                | 1040                                                                                            | 165776    | Landkreis Uckermark                                                               | | Position | 137,19   | 01.10.1990             |
| Suckowseen                                                      |                                | 1633                                                                                            | 555546327 | Landkreis Uckermark                                                               | | Position | 118,5    | 25.05.2011             |
| Suden bei Gorden                                                |                                | 1367                                                                                            | 165779    | Landkreis Elbe-Elster                                                             | | Position | 90,73    | 26.03.1981, 01.07.2007 |
| Sukzessionslandschaft Nebendorf                                 |                                | 1120                                                                                            | 165796    | Landkreis Oberspreewald-Lausitz                                                   | | Position | 43,08    | 16.01.1997             |
| Sutschketal                                                     | weitere Bilder                 | 1208                                                                                            | 165806    | Landkreis Dahme-Spreewald                                                         | | Position | 59,66    | 10.10.1995             |
| Swatzke- und Skabyberge                                         | weitere Bilder                 | 1537                                                                                            | 319189    | Landkreis Oder-Spree                                                              | | Position | 459,04   | 19.11.1999             |
| Talsperre Spremberg                                             | weitere Bilder                 | 1338                                                                                            | 319196    | Landkreis Spree-Neiße                                                             | | Position | 985,54   | 11.09.2004             |
| Tanneberger Sumpf - Gröbitzer Busch                             |                                | 1342                                                                                            | 319197    | Landkreis Elbe-Elster                                                             | | Position | 46,82    | 29.03.2003             |
| Tannenbusch und Teichlandschaft Groß Mehßow                     | weitere Bilder                 | 1107                                                                                            | 165829    | Landkreis Oberspreewald-Lausitz                                                   | | Position | 202,64   | 16.01.1997             |
| Tannenwald                                                      |                                | 1296                                                                                            | 165830    | Landkreis Spree-Neiße                                                             | | Position | 21,26    | 26.03.1981             |
| Tegeler Fließtal                                                | weitere Bilder                 | 1560                                                                                            | 319200    | Landkreis Barnim, Landkreis Oberhavel                                             | | Position | 457,87   | 06.12.2002             |
| Teichlandschaft Buchwäldchen-Muckwar                            |                                | 1109                                                                                            | 165849    | Landkreis Oberspreewald-Lausitz                                                   | | Position | 95,34    | 16.01.1997             |
| Teufels- oder Rhinsberg                                         |                                | 1104                                                                                            | 319205    | Landkreis Havelland                                                               | | Position | 4,63     | 01.05.1961             |
| Teufelsluch                                                     | weitere Bilder                 | 1256                                                                                            | 165866    | Landkreis Dahme-Spreewald                                                         | | Position | 38,48    | 24.06.1992             |
| Teufelssee bei Sperenberg                                       |                                | 1236                                                                                            | 165869    | Landkreis Teltow-Fläming                                                          | | Position | 11,06    | 25.09.2012, 16.03.2013 |
| Teufelssee                                                      | weitere Bilder                 | 1228                                                                                            | 165870    | Landkreis Oder-Spree                                                              | | Position | 54,74    | 01.05.1961             |
| Thymen                                                          | weitere Bilder                 | 1021                                                                                            | 14392     | Landkreis Oberhavel                                                               | | Position | 809,87   | 23.08.2012             |
| Tiefer See                                                      | weitere Bilder                 | 1068                                                                                            | 165890    | Landkreis Uckermark                                                               | | Position | 11,08    | 01.10.1990             |
| Tiergarten (2)                                                  | weitere Bilder                 | 1132                                                                                            | 165894    | Landkreis Märkisch-Oderland                                                       | | Position | 23,58    | 01.10.1990             |
| Tiergarten                                                      | weitere Bilder                 | 1197                                                                                            | 165895    | Landkreis Dahme-Spreewald                                                         | | Position | 155,47   | 10.10.1995             |
| Tiergarten Boizenburg                                           |                                | 1006                                                                                            | 165896    | Landkreis Uckermark                                                               | | Position | 302,31   | 21.10.1981, 18.01.1989 |
| Tongruben Neuenhagen                                            |                                | 1078                                                                                            | 165919    | Landkreis Märkisch-Oderland                                                       | | Position | 119,64   | 01.10.1990             |
| Töpchiner Seen                                                  | weitere Bilder                 | 1224                                                                                            | 319219    | Landkreis Dahme-Spreewald                                                         | | Position | 373,34   | 29.05.1998             |
| Torfbruch bei Polßen                                            |                                | 1038                                                                                            | 165925    | Landkreis Uckermark                                                               | | Position | 13,61    | 01.10.1990             |
| Torfbusch                                                       | weitere Bilder                 | 1565                                                                                            | 165926    | Landkreis Dahme-Spreewald                                                         | | Position | 47,48    | 06.01.1937             |
| Torfstich Klosterfelde                                          |                                | 1555                                                                                            | 319220    | Landkreis Barnim                                                                  | | Position | 30,92    | 27.02.2002             |
| Tornower Niederung                                              |                                | 1593                                                                                            | 344839    | Landkreis Oberspreewald-Lausitz                                                   | | Position | 851,37   | 19.08.2005             |
| Trautzke-Seen und Moore                                         |                                | 1417                                                                                            | 319221    | Landkreis Oder-Spree                                                              | | Position | 68,35    | 31.05.2002             |
| Treplin-Alt Zeschdorfer Fließtal                                |                                | 1506                                                                                            | 555558901 | Landkreis Märkisch-Oderland                                                       | | Position | 131,3    | 02.11.1993             |
| Triebschsee                                                     | weitere Bilder                 | 1186                                                                                            | 165947    | Landkreis Oder-Spree                                                              | | Position | 46,72    | 16.05.1990             |
| Trittsee-Bruchbach                                              |                                | 1198                                                                                            | 319222    | Landkreis Havelland                                                               | | Position | 70,51    | 13.02.1998             |
| Trockenhänge Lawitz                                             |                                | 1415                                                                                            | 319226    | Landkreis Oder-Spree                                                              | | Position | 35,16    | 18.12.2003             |
| Trockenrasen Geesow                                             |                                | 1159                                                                                            | 165959    | Landkreis Uckermark                                                               | | Position | 42,92    | 01.02.1997             |
| Trockenrasen Groß Pinnow                                        |                                | 1522                                                                                            | 165960    | Landkreis Uckermark                                                               | | Position | 47,66    | 01.02.1997             |
| Trockenrasen Jamikow                                            |                                | 1160                                                                                            | 165961    | Landkreis Uckermark                                                               | | Position | 81,72    | 01.02.1997             |
| Trockenrasen Wriezen und Biesdorfer Kehlen                      |                                | bravors.brandenburg.de                                                                          | 555518728 | Landkreis Märkisch-Oderland                                                       | | Position | 140      | 17.11.2016             |
| Tuschensee                                                      |                                | 1461                                                                                            | 319230    | Landkreis Spree-Neiße                                                             | | Position | 22,24    | 20.06.2001             |
| Uferwiesen bei Niewisch                                         |                                | 1453                                                                                            | 319233    | Landkreis Dahme-Spreewald, Landkreis Oder-Spree                                   | | Position | 5,36     | 19.11.1999             |
| Untere Havel Nord                                               | weitere Bilder                 | 1086                                                                                            | 329682    | Landkreis Havelland                                                               | | Position | 4706,81  | 01.07.2004             |
| Untere Havel Süd                                                | weitere Bilder                 | 1121                                                                                            | 389986    | Landkreis Havelland                                                               | | Position | 3933,37  | 14.10.2009             |
| Untere Pulsnitztalniederung                                     | weitere Bilder                 | 1375                                                                                            | 378373    | Landkreis Elbe-Elster                                                             | | Position | 667,69   | 31.05.2006             |
| Unteres Schlaubetal                                             |                                | 1409                                                                                            | 319246    | Landkreis Oder-Spree                                                              | | Position | 362,41   | 04.04.2003             |
| Urstromtal bei Golßen                                           |                                | 1609                                                                                            | 389988    | Landkreis Dahme-Spreewald                                                         | | Position | 433,66   | 28.10.2009             |
| Urwald Fünfeichen                                               | weitere Bilder                 | 1227                                                                                            | 166040    | Landkreis Oder-Spree                                                              | | Position | 8,65     | 01.05.1961             |
| Verlandungszone Köthener See                                    |                                | 1251                                                                                            | 166052    | Landkreis Dahme-Spreewald                                                         | | Position | 66,46    | 01.10.1990             |
| Verlorenwasserbach Oberlauf                                     |                                | 1589                                                                                            | 344841    | Landkreis Potsdam-Mittelmark                                                      | | Position | 221,58   | 26.05.2005             |
| Vogelsang Wildau-Wentdorf                                       |                                | 1297                                                                                            | 319260    | Landkreis Teltow-Fläming                                                          | | Position | 5,62     | 12.12.2003             |
| Wacholderjagen                                                  |                                | 1070                                                                                            | 166116    | Landkreis Barnim                                                                  | | Position | 26,96    | 01.10.1990             |
| Wacholderschluchten Hohendorf                                   | weitere Bilder                 | 1285                                                                                            | 166117    | Landkreis Dahme-Spreewald                                                         | | Position | 34,4     | 26.03.1981             |
| Wanninchen                                                      | weitere Bilder                 | 1313                                                                                            | 319290    | Landkreis Dahme-Spreewald                                                         | | Position | 692,47   | 23.12.1999             |
| Weesower Luch                                                   |                                | 1158                                                                                            | 319295    | Landkreis Barnim                                                                  | | Position | 57,55    | 13.02.1998             |
| Weißer Berg bei Bahnsdorf                                       |                                | 1604                                                                                            | 389993    | Landkreis Oberspreewald-Lausitz                                                   | | Position | 28,64    | 14.10.2009             |
| Welkteich                                                       |                                | 1371                                                                                            | 14431     | Landkreis Oberspreewald-Lausitz                                                   | | Position | 113,1    | 26.03.1981             |
| Werbiger Heide                                                  |                                | 1540                                                                                            | 319313    | Landkreis Potsdam-Mittelmark                                                      | | Position | 20,28    | 19.11.1999             |
| Werder Besandten                                                |                                | 1425                                                                                            | 166245    | Landkreis Prignitz                                                                | | Position | 112,91   | 16.05.1990             |
| Werder Kietz                                                    | weitere Bilder                 | 1423                                                                                            | 166246    | Landkreis Prignitz                                                                | | Position | 126,98   | 16.05.1990             |
| Werder Mödlich                                                  |                                | 1424                                                                                            | 166247    | Landkreis Prignitz                                                                | | Position | 154,98   | 16.05.1990             |
| Wernsdorfer See                                                 | weitere Bilder                 | 1176                                                                                            | 14411     | Landkreis Dahme-Spreewald, Landkreis Oder-Spree                                   | | Position | 139,22   | 19.10.1967             |
| Westmarkscheide - Mariensumpf                                   |                                | 1364                                                                                            | 319324    | Landkreis Oberspreewald-Lausitz                                                   | | Position | 22,91    | 30.10.2001             |
| Wiesenau                                                        | weitere Bilder                 | 1276                                                                                            | 166301    | Landkreis Dahme-Spreewald                                                         | | Position | 134,85   | 01.10.1990             |
| Wiesengrund                                                     | weitere Bilder                 | 1535                                                                                            | 319331    | Landkreis Märkisch-Oderland                                                       | | Position | 117,49   | 26.06.2003             |
| Wilder Berg bei Seelow                                          |                                | 1607                                                                                            | 344844    | Landkreis Märkisch-Oderland                                                       | | Position | 82,3     | 22.12.2005             |
| Winkel                                                          |                                | 1059                                                                                            | 166330    | Landkreis Uckermark                                                               | | Position | 144,62   | 01.10.1990             |
| Wischsee                                                        | weitere Bilder                 | 1081                                                                                            | 166338    | Landkreis Barnim                                                                  | | Position | 6,88     | 19.10.1967             |
| Wittenberge-Rühstädter Elbniederung                             | weitere Bilder                 | 1567                                                                                            | 329727    | Landkreis Prignitz                                                                | | Position | 2124,14  | 30.10.2004             |
| Wolfsbruch                                                      |                                | 1171                                                                                            | 166353    | Landkreis Potsdam-Mittelmark                                                      | | Position | 112,4    | 27.02.1996             |
| Wudritzniederung Willmersdorf-Stöbritz                          |                                | 1550                                                                                            | 319355    | Landkreis Dahme-Spreewald                                                         | | Position | 43,07    | 07.05.2002             |
| Wumm-See und Twern-See                                          | weitere Bilder                 | 1029                                                                                            | 166368    | Landkreis Ostprignitz-Ruppin                                                      | | Position | 381,33   | 19.10.1967             |
| Wuppen                                                          |                                |                                                                                                 | 555632782 | Landkreis Oberspreewald-Lausitz                                                   | | Position | 11,15    | 2018                   |
| Wutscherogge                                                    |                                | 1238                                                                                            | 166385    | Landkreis Dahme-Spreewald                                                         | | Position | 7,7      | 01.10.1990             |
| Zarth                                                           | weitere Bilder                 | 1250                                                                                            | 14401     | Landkreis Potsdam-Mittelmark                                                      | | Position | 262,22   | 26.06.1978             |
| Zeisigberg bei Wuhden                                           |                                | 1146                                                                                            | 166396    | Landkreis Märkisch-Oderland                                                       | | Position | 7        | 19.10.1967             |
| Zerna                                                           |                                | 1357                                                                                            | 166403    | Landkreis Spree-Neiße                                                             | | Position | 17,08    | 26.03.1981             |
| Zerweliner Koppel                                               | weitere Bilder                 | 1001                                                                                            | 344837    | Landkreis Uckermark                                                               | | Position | 193,01   | 19.04.2005             |
| Zichower Wald – Weinberg                                        |                                | 1483                                                                                            | 166405    | Landkreis Uckermark                                                               | | Position | 116,63   | 01.02.1997             |
| Zimmersee                                                       | weitere Bilder                 | 1529                                                                                            | 389997    | Landkreis Märkisch-Oderland                                                       | | Position | 68,74    | 01.10.2005             |
| Zschornoer Wald                                                 |                                | 1466                                                                                            | 319370    | Landkreis Spree-Neiße                                                             | | Position | 627,03   | 13.05.2002             |
| Zülowgrabenniederung                                            | weitere Bilder                 | 1581                                                                                            | 319371    | Landkreis Teltow-Fläming                                                          | | Position | 108,6    | 10.12.2002             |
| Zützener Busch                                                  |                                | 1281                                                                                            | 319372    | Landkreis Dahme-Spreewald                                                         | | Position | 91,03    | 18.06.2003             |

## Quelle
- Naturschutzgebiete in Brandenburg Stand Dezember 2019 (PDF; 1,2 MB) auf brandenburg.de
- Natur- und Landschaftsschutzgebiete im Land Brandenburg
- Common Database on Designated Areas Datenbank, Version 14